# Lucie Vondráčková

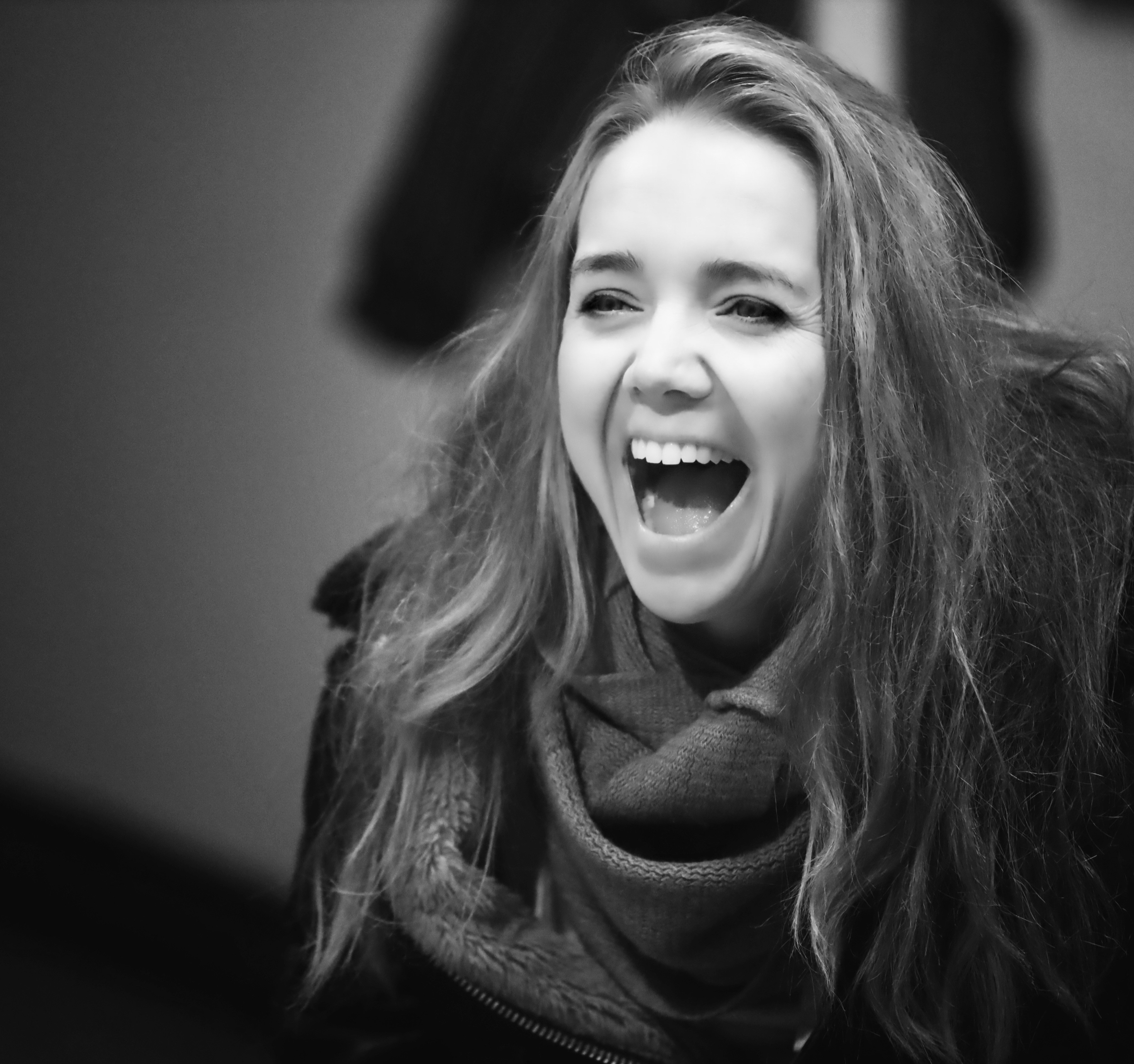
Lucie Vondráčková im Jahr 2022

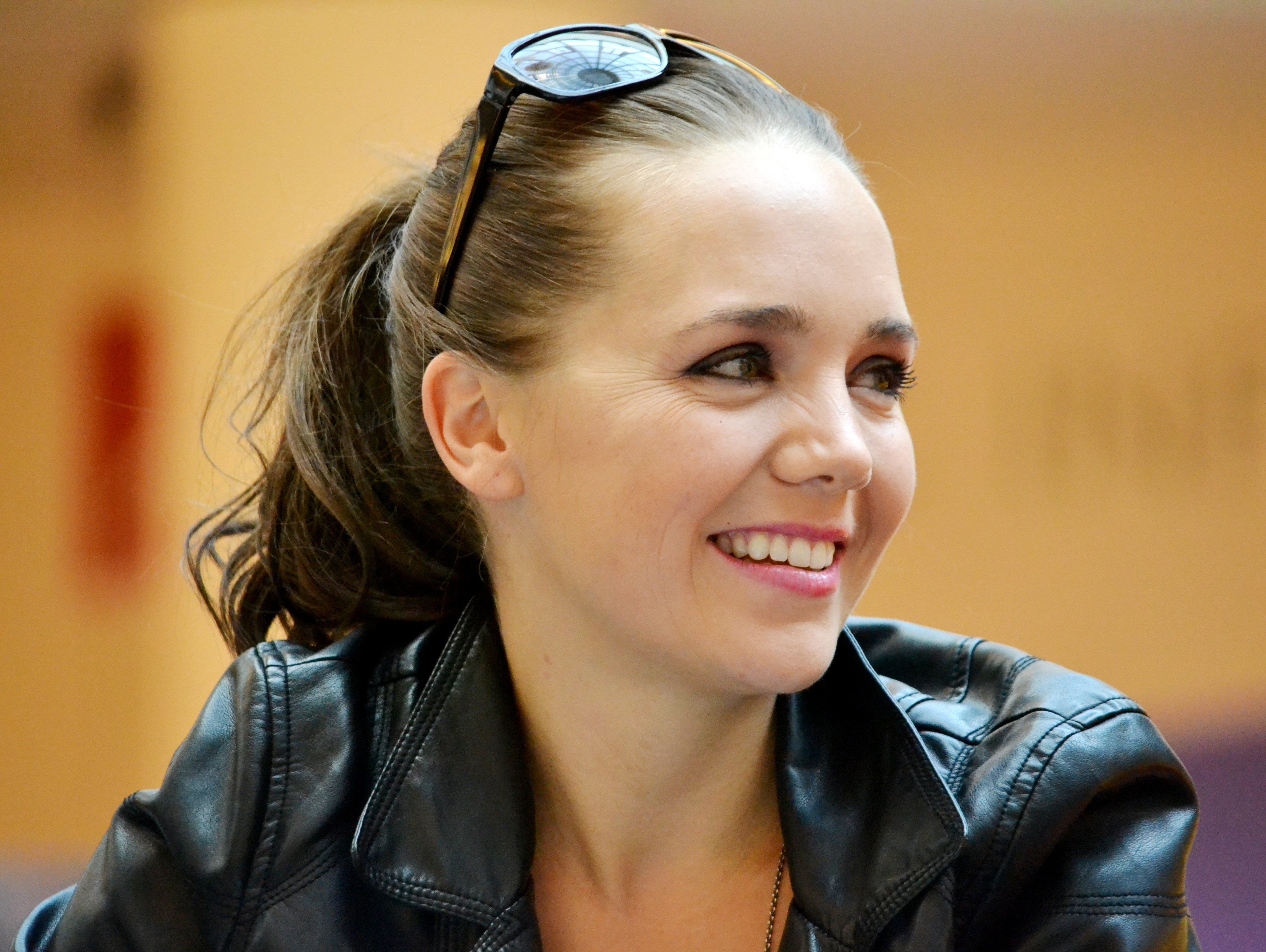
Die Künstlerin im Jahr 2015 bei einer Buchvorstellung

Lucie Vondráčková (* 8. März 1980 in Prag, Tschechoslowakei) ist eine tschechische Schauspielerin, Synchronsprecherin und Sängerin.

## Leben
Lucie Vondráčková wurde 1980 in der tschechoslowakischen Hauptstadt Prag als Tochter der Dichterin Hana Sorrosová und eines Sängers und Schauspielers Jiří Vondráček geboren. Helena Vondráčková ist ihre Tante. Schon früh zeigte sich ihr Interesse für Musk und Schauspiel, zu Beginn der 1990er Jahre moderierte sie im Fernsehen in der Kindersendung Marmeláda und wurde in kleinen Rollen auch in einigen Filmen besetzt, hier insbesondere in Märchenfilmen. Sie spielte sie unter anderem Rollen in der Fernsehserie Das Geheimnis der weißen Hirsche oder dem Märchenfilm Schneewittchen und das Geheimnis der Zwerge und hatte 1997 ihren ersten großen Auftritt in dem Film Nejasná zpráva o konci sveta des Regisseurs Juraj Jakubisko. Weitere bedeutsame Rollen hatte sie in dem Fernsehfilm Ta tretí und dem Kinoerfolg Snowboarďáci. Ihr Schaffen umfasst mehr als 70 Produktionen für Film und Fernsehen.
Lucie Vondráčková studierte am Prager Konservatorium Musik und Schauspiel. Im Jahr 2006 promovierte sie an der Philosophischen Fakultät der Karls-Universität im Fach Kulturwissenschaften.
Neben ihrer schauspielerischen Arbeit ist Lucie Vondráčková auch als Sängerin erfolgreich tätig. 1993 wurde ihr erstes Album Marmeláda veröffentlicht, von den nachfolgenden Veröffentlichungen konnten die Alben Boomerang (2006) und Fénix (2008) sowie die Best-of-Kompilation Pelmel 1993–2007 (2007, 2008) jeweils Platz eins in den tschechischen Top-100-Albumcharts erreichen. Das Album Fénix wurde 2009 in Tschechien mit Gold- und Platinstatus ausgezeichnet.

## Filmografie
- 1991: Das Geheimnis der weißen Hirsche (Území bílých králu)
- 1992: Schneewittchen und das Geheimnis der Zwerge (Sněhurka a sedm trpasliku oder Snehulienka oder Sněhurka )
- 1997: Nejasná zpráva o konci sveta
- 2001: Ein königliches Versprechen (Královský slib)
- 2002: Ta tretí
- 2004: Snowboardáci
- 2006: Noch einmal Ferien (Last Holiday)
- 2020: Hotel Limbo
- 2023–2024: Ulice

## Diskografie

### Alben
- 1993: Marmeláda (Tommü Records)
- 1994: Rok 2060 (Tommü Records)
- 1995: Atlantida (Tommü Records)
- 1997: Malá Mořská Víla (Tommü Records)
- 2000: Manon (Universal)
- 2003: May Day (Tommü Records)
- 2005: Boomerang (Tommü Records)
- 2008: Fénix (Tommü Records)
- 2010: Dárek (Tommü Records)
- 2013: Oheň (BrainZone)
- 2014: Hittour (Tommü Records) mit Michal David
- 2018: Růže (Ságl Production)
- 2022: Láskověty (Super Media)
- 2023: Letokruhy (Super Media)

### Kompilationen
- 1998: The Best Of English Version (Tommü Records)
- 2007: Pelmel 1993–2007 (Universal)
- 2014: Duety (Universal)